# Joseph-Alfred Foulon
Joseph-Alfred Foulon (Parigi, 29 aprile 1823 – Lione, 23 gennaio 1893) è stato un cardinale e arcivescovo cattolico francese.

## Biografia

### Infanzia e formazione
Joseph-Alfred Foulon nacque il 29 aprile 1823 a Parigi, in Francia. La sua era una famiglia umile, suo padre, infatti, era un sarto.
Dopo un'istruzione base, studiò scienze umanistiche. Studiò poi presso il seminario minore di Saint-Nicolas-du-Chardonnet, a Parigi, dal 1834 al 1842. Suo compagno fu Joseph Ernest Renan, che sarebbe diventato un esperto di antiche lingue e civiltà del Medio Oriente, filosofo e scrittore. Venne fortemente influenzato da monsignor Félix-Antoine-Philibert Dupanloup, futuro vescovo di Orléans, allora direttore del seminario (1842-1845). Continuò gli studi di filosofia e teologia al seminario di Saint-Sulpice, a Parigi e dal 1845 al 1846, a Écoles des Carmes, ebbe anche contatti con Georges Darboy, futuro arcivescovo di Parigi. In seguito, conseguì la licenza in lettere presso l'Università della Sorbona, a Parigi, nel 1847, diventando il primo ecclesiastico francese a farlo.

### Ordinazione sacerdotale
Venne ordinato presbitero il 18 dicembre 1847, a Parigi, da Denis-Auguste Affre, arcivescovo di Parigi. Per dodici anni fu professore di letteratura umanistica e retorica al seminario minore di Saint-Nicolas-du-Chardonnet, per poi diventarne prefetto degli studi, direttore nel 1862 e superiore nel 1863. Successivamente fu nominato canonico onorario del capitolo della cattedrale metropolitana di Parigi nel 1863. L'imperatore Napoleone III di Francia lo designò per l'episcopato il 12 gennaio 1867. La Santa Sede accettò la sua nomina con una certa perplessità diffidando del prevalente gallicanesimo nelle istituzioni educative parigine.

### Vescovo ed arcivescovo
Venne eletto vescovo di Nancy et Toul, allora due diocesi unite, il 27 marzo 1867 e fu consacrato il 1º maggio 1867, nella chiesa di Saint-Eustache a Parigi, da Charles-Martial-Allemand Lavigerie, arcivescovo di Algeri, assistito da Jean-Baptiste Landriot, arcivescovo di Reims, e da Charles Place, vescovo di Marsiglia. Scelse come suo motto episcopale In multa patientia. Diventò assistente presso il trono pontificio il 17 giugno 1867 e cavaliere della LEN d'onore il 15 agosto 1869. Si stabilì a Nancy nel seminario minore di École des Hautes Études. Essendo insignito della dignità episcopale, dal 1869 al 1870 partecipò alle sessioni del Concilio Vaticano I. Fu uno dei fondatori dell'Istituto cattolico di Parigi nel 1875. Fu considerato per la sede di Besançon dal presidente Jules Grévy. Promosso arcivescovo metropolitana di Besançon il 30 marzo 1882, in quello stesso giorno gli fu concesso il pallio. Il 2 maggio 1887 avvenne la nomina ad arcivescovo di Lione dal presidente francese Jules Grévy, dove si trasferì il 26 maggio 1887.

### Cardinale e morte
Venne creato cardinale nel concistoro del 24 maggio 1889, da papa Leone XIII che gli mandò la berretta rossa con un breve apostolico. La berretta rossa gli fu imposta dal presidente Marie François Sadi Carnot l'11 giugno 1889, ricevendo il titolo presbiterale di Sant'Eusebio il 30 dicembre 1889.
Morì il 23 gennaio 1893, per via di complicanze cardiache a Lione, all'età di 69 anni. La sua salma venne esposta e sepolta nella cattedrale metropolitana e primaziale di Lione.

## Genealogia episcopale e successione apostolica
La genealogia episcopale è:
- Cardinale Scipione Rebiba
- Cardinale Giulio Antonio Santori
- Cardinale Girolamo Bernerio, O.P.
- Arcivescovo Galeazzo Sanvitale
- Cardinale Ludovico Ludovisi
- Cardinale Luigi Caetani
- Cardinale Ulderico Carpegna
- Cardinale Paluzzo Paluzzi Altieri degli Albertoni
- Papa Benedetto XIII
- Papa Benedetto XIV
- Papa Clemente XIII
- Cardinale Giovanni Francesco Albani
- Cardinale Carlo Rezzonico
- Cardinale Antonio Dugnani
- Arcivescovo Jean-Charles de Coucy
- Arcivescovo Jean-Joseph-Marie-Victoire de Caos
- Cardinale Clément Villecourt
- Cardinale Charles-Martial-Allemand Lavigerie
- Cardinale Joseph-Alfred Foulon

La successione apostolica è:
- Arcivescovo Pierre-Paul Servonnet (1889)
- Vescovo Jean-Baptiste Chausse, S.M.A. (1891)